# Sporazum o razgraničenju između Francuske i Svete Lucije
Sporazum između Francuske i Svete Lucije o razgraničenju je ugovor iz 1981. između Francuske i Svete Lucije koji razgraničava pomorsku granicu između Svete Lucije i francuskog teritorija Martinika.
Ugovor je potpisan u Parizu 4. ožujka 1981. godine. Tekst ugovora utvrđuje granicu koja je jednaka linija između dva otoka u kanalu Svete Lucije. Granica je postavljena u smjeru istok-zapad i sastoji se od 17 pravocrtnih pomorskih segmenata definiranih s 18 pojedinačnih koordinatnih točaka. Krajnja zapadna točka granice je tromeđa s Venezuelom, a krajnja istočna točka je tromeđa s Barbadosom.
Ugovor je stupio na snagu potpisivanjem. Puni naziv ugovora je Sporazum o razgraničenju između Vlade Republike Francuske i Vlade Svete Lucije.